# 키런 샤

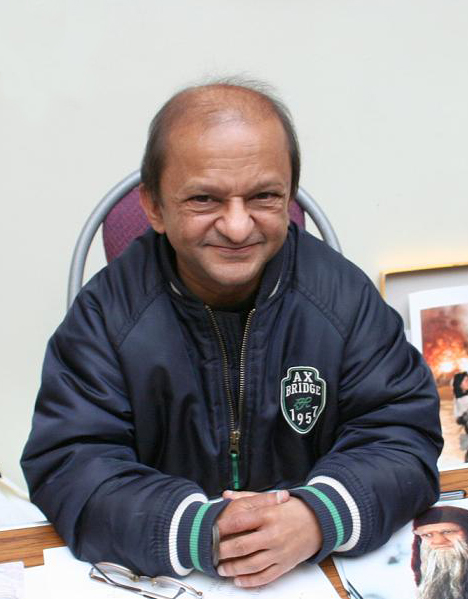

키런 샤(Kiran Shah, 1956년 9월 28일 ~ )는 케냐의 연극 배우, 영화배우이다.
나이로비에서 태어났다.

## 영화
- 판타스틱 피어 (2012년) - 이불 속 작은 남자 역
- 울프맨 (2010년) - 울프보이 역
- 나니아 연대기 - 사자, 마녀 그리고 옷장 (2005년) - 지나브릭 역
- 이상한 나라의 앨리스 (1999년)
- 셜록 홈즈 (1991년)
- 지킬 박사와 하이드씨 (1990년)
- 다이아몬드 작전 (1990년)
- 바론의 대모험 (1989년)
- 고딕 (1986년)
- 리젠드 (1985년)
- 그레이스토크 (1984년)
- 다크 크리스탈 (1982년)
- 레이더스 (1981년)
- 화산 섬의 비밀 (1977년)